# Albert Colin
Pour les articles homonymes, voir Colin.
Albert Colin est un homme politique français né le 5 février 1865 à Prez-sous-Lafauche (Haute-Marne) et décédé le 13 janvier 1932 à Paris.

## Biographie
Fils d'un général de division ayant quitté temporairement l'armée en 1873 sous le gouvernement de l'Ordre moral. Sa mère, Maria Voisin, est élevée avec la future révolutionnaire Louise Michel dont ses parents ont recueillis et elle est la petite-fille de Joseph Marant, député entre 1791 et 1792 et maire de Bulgnéville entre 1820 et 1842. Après avoir fait ses études supérieures en médecine à Paris avec pour spécialité l'otorhinolaryngologie et soutient sa thèse en 1893 avec pour sujet De la mycose leptophrixique pharyngée, il s'installe à Paris mais passe l'été à Bulgnéville et exerce à Contrexéville. 
Il se présente aux cantonales de 1901 dans le canton de Bulgnéville avec le soutien du journal progressiste d'Épinal le Mémorial des Vosges. Il est élu au Conseil et se rapproche de Jules Méline et d'Henry Boucher. Il est cependant battu par Léon Simonet, un radical au renouvellement de 1907. 
Lorsque le député Thierry d'Alsace de Hénin-Liétard passe au Sénat, Albert Colin se présente à sa place durant l'élection partielle avec son soutien, ainsi que celui de Paul Frogier de Ponlevoy, Jules Méline et Camille Krantz, face à Camille Picard, un radical, et Charles Brunet-Million. La campagne tourne autour du fait que Picard est juif et les partisans de Colin utilisent des arguments antisémites même si lui-même ne les utilisent pas. Il se présente cependant comme un Vosgien de race. Il obtient au premier tour, 49,93 % des suffrages exprimés contre 42,60 % pour Picard. Une erreur de comptage donne la majorité absolue à Colin avant que la commission électorale ne rectifie l'erreur et organise un second tour qui voit encore s'accentuer les attaques antisémites et contre l'administration que les partisans de Colin jugent partiale. Colin parvint à gagner avec 51,83 % des voix. Les électeurs de Brunet-Million ont voté pour Picard mais les abstentionnistes ont voté au second tour pour Colin. Dans la Chambre, Colin ne parle pas à la tribune et ne dépose aucune proposition de loi ou de rapports. L'année suivante aux législatives, il affronte à nouveau Picard mais aussi l'un de ses soutiens, Philibert Drevet qui est le directeur du journal progressiste de Neufchâteau, le Patriote de Neufchâteau et obtient les voix des réactionnaires et des cléricaux déçu de Colin. Encore une fois, la campagne tourne autour de la religion de Picard mais cette fois Picard obtient 48,57 % des suffrages alors que Colin n'obtient que 26,18 % derrière Drevet avec 25,25 %. Au second tour, il se retire et place un nouveau candidat Henri Maljean, maire de Neufchâteau qui échoue.
Albert Colin se représente en 1924 sur la liste de la droite modéré de Maurice Flayelle, d'Union républicaine et nationale au troisième rang mais obtient le moins de voix et n'est pas élu. 
Il avait épousé Madeleine Durand, petite-fille du restaurant Durand et belle-sœur de Jules Mercier, administrateur des champagnes Mercier. Il a eu deux fils, l'un, André, élève de l'école centrale et Marcel, docteur en médecine. Son neveu, Georges Colin est maire de Bulgnéville entre 1965 et 1983 et conseiller général de Bulgnéville entre 1870 et 1982.

## Sources
- « Albert Colin », dans le Dictionnaire des parlementaires français (1889-1940), sous la direction de Jean Jolly, PUF, 1960 [détail de l’édition]
- Dir. Jean El Gammal, François Roth et Jean-Claude Delbreil, Dictionnaire des Parlementaires lorrains de la Troisième République, Metz, Serpenoise, 2006 (ISBN 2-87692-620-2, OCLC 85885906, lire en ligne), p. 343-345